# Susie Sharp
Susie Sharp (Rocky Mount, Carolina do Norte, 7 de julho de 1907 — 1 de março de 1996) foi uma feminista e juíza estadunidense. Foi eleita pela revista de notícias Time como Pessoa do Ano em 1975, representando as Mulheres Americanas.